# Amurgran
Amurgran (Abies nephrolepis) är en växtart i släktet ädelgranar och familjen tallväxter. Den beskrevs först som Abies sibirica var. nephrolepis av Ernst Rudolf von Trautvetter och Carl Maximowicz, och fick sitt nu gällande namn av den senare.

## Utbredning
Amurgranen växer i ryska fjärran östern, på Koreahalvön och i nordöstra Kina. Den växer i kulliga regioner och i bergstrakter mellan 500 och 2000 meter över havet. Vädret i regionen kännetecknas av korta kyliga somrar med regn och kalla vintrar med snö. Amurgran hittas ofta tillsammans med andra barrträd som koreatall, Picea jezoensis, dvärgtall, sävenbom, Picea obovata, dahurlärk, Pinus sibirica och pichtagran. Ibland ingår lövträd av björksläktet eller Sorbus amurensis i skogarna.
Beståndet påverkas av skogsbruk, bränder och betande djur. Hela populationen är stor. IUCN kategoriserar arten globalt som livskraftig.